# Альберто Сосая
Альберто Сосая (ісп. Alberto Zozaya, нар. 13 квітня 1908, Урдінаррайн — пом. 17 лютого 1981, Ла-Плата) — аргентинський футболіст, що грав на позиції нападника. Найкращий бомбардир чемпіонату Аргентини та автор першого голу у професійній епосі аргентинського футболу.
Виступав, зокрема, за клуб «Естудьянтес», а також національну збірну Аргентини.
По завершенні ігрової кар'єри — тренер. Очолював, зокрема, «Естудьянтес» та «Бенфіку».

## Клубна кар'єра
Альберто Сосая почав свою кар'єру в 1926у складі клубу «Сентраль Ентрераріано», там він швидко став основним центрфорвардом і бомбардиром команди.
Завдяки успіхам у «Ентрераріано», Сосая помітили в клубі «Естудьянтес», куди він перейшов у 1929 році, склавши одну з найзнаменитіших ліній нападу в історії аргентинського футболу разом з Енріке Гуайтою, Мануелем Феррейрою, Мігелем Лаурі та Алехандро Скопеллі. Чемпіонат 1929 року «Естудіантес» завершив лише на 10-й позиції, але за кількістю голів зайняв друге місце, лише на один відставши від лідера «Хімнасії і Есгріми». У чемпіонаті 1930 року «Естудьянтес» посів друге місце, але напад клубу забив 113 голів у 33 матчах. У 1931 році, першому році після визнання професії футболіста законною, «Естудіантес» знову став другим, а Сосая з 33 м'ячами став найкращим бомбардиром чемпіонату, досі цей результат є найвищим у професійній епосі. При цьому 1 липня 1931 року на 5-й хвилині гри Альберто забив перший гол у професійній епосі аргентинського футболу у ворота «Тальереса».
У 1932 році напад команди розпався, Гуайта і Скопеллі поїхали до Італії, 1936 року за ними пішов Феррейра. На початок 1937 року від нападу зразка 1931 залишився лише Сосая, а «Естудьянтес» став середняком аргентинського футболу. На початку 1938 року Сосая отримав важку травму колінних зв'язок. Він спробував повернутися у футбол в «Расингу» (Авельянеда) та уругвайській «Белья Вісті», але безрезультатно, через що 1941 року Сосая завершив професійну ігрову кар'єру.

## Виступи за збірну
1933 року дебютував в офіційних матчах у складі національної збірної Аргентини.
У складі збірної був учасником Чемпіонату Південної Америки 1937 року в Аргентині, здобувши того року титул континентального чемпіона.
Протягом кар'єри у національній команді провів у формі головної команди країни лише 9 матчів, забивши 8 голів.

## Кар'єра тренера
Розпочав тренерську кар'єру, повернувшись до футболу після невеликої перерви, 1945 року, очоливши тренерський штаб клубу «Естудьянтес».
На початку 50-х Сосая встав на тренерський місток португальської «Бенфіки», але провів з командою лише один сезон. Також Сосая тренував «Платенсе», «Ланус», «Хімнасію» та «Дефенсорес де Камбасерес».
Альберто Сосая помер 17 лютого 1981 року в віці 72 років у Ла-Платі. Його ім'ям названа Школа національного футболу в місті Гуалегуайчу, де Сосая виріс.

## Титули і досягнення

### Як гравця
- Найкращий бомбардир чемпіонату Аргентини: 1931 (33 голи)
- Чемпіон Південної Америки: 1937

### Як тренера
- Володар Кубка Республіки[es]: 1945